# Somali Stock Exchange
La Somali Stock Exchange (SSE) è la principale borsa valori della Somalia ed ha sede nella capitale Mogadiscio.

## Panoramica

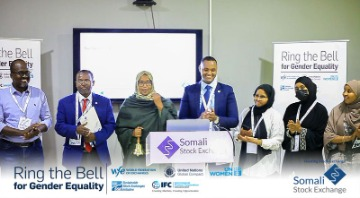
La Somali Stock Exchange ospita il suo primo evento Ring the Bell for Gender Equality a marzo 2022

La Somali Stock Exchange (SSE) è stata fondata dalla direzione del Somali Economic Forum (SEF), il cui obiettivo principale è incoraggiare gli investimenti diretti esteri (IDE) nella crescente economia della Somalia. La società ha già fatto la storia diventando la prima borsa valori in assoluto a operare all'interno della Somalia, con le prime azioni vendute il 1° settembre 2015 presso gli uffici della borsa a Garowe, Mogadiscio e Hargeisa.
Storicamente, le azioni delle aziende somale sono state acquistate e vendute informalmente tramite reti ravvicinate. Tuttavia, gli economisti hanno notato che negli ultimi anni, l'emergere di varie borse valori negli stati africani ha svolto un ruolo fondamentale nel promuovere la crescita economica e del settore privato. La domanda sostanziale di capitale aumenta di giorno in giorno per le aziende somale, costituite sia da grandi aziende che da PMI. Secondo le ultime cifre, l'afflusso di capitali in Somalia è in aumento e viene guidato sia dalla diaspora somala che dagli stranieri.
La SSE ha creato un nuovo mercato dei capitali, dove gli acquirenti di titoli finanziari possono fare affari con i venditori in modo più organizzato, formale, sicuro e redditizio. L'obiettivo era quello di creare un mercato dei capitali sostenibile in Somalia, dove i detentori di titoli finanziari come azioni, obbligazioni e gli acquirenti o gli investitori possono incontrarsi e condividere una crescita a lungo termine.